# Кели Холмс
Кели Холмс (енгл. Kelly Holmes; Пембери, Велс, 19. април 1970) је британска атлетичарка на средње стазе, двоструки освајач златне олимпијске медаље.
Врхунац каријере Кели Холмс је остварила на Олимпијским играма у Атини 2004. године када је победила у две елитне дисциплине: 800  и 1.500 . Тиме је укупан број освојених олимпијских медаља повећала на три, уз бронзу на 800 m коју је освојила четири године раније. Осим тих успеха, има и медаље са светских и европских првенстава, али само сребрне и бронзане. Кроз целу каријеру имала је проблема са озледама, тако да често није могла постићи оптималне резултате. Због озледа је крајем 2005. прекинула активно бављење атлетиком.

## Значајнији резултати
| Година                                     | Такмичење                                  | Локација                                   | Место                                      | Дисциплина                                 | Резултат                                   |
| Представљајући Велику Британију и Енглеску | Представљајући Велику Британију и Енглеску | Представљајући Велику Британију и Енглеску | Представљајући Велику Британију и Енглеску | Представљајући Велику Британију и Енглеску | Представљајући Велику Британију и Енглеску |
| ------------------------------------------ | ------------------------------------------ | ------------------------------------------ | ------------------------------------------ | ------------------------------------------ | ------------------------------------------ |
| 1993.                                      | Светско првенство                          | Штутгарт, Немачка                          | 5.                                         | 800 м                                      | 1:58,64                                    |
| 1994.                                      | Игре Комонвелта                            | Викторија, Канада                          |                                            | 1.500 м                                    | 4:08,86                                    |
| 1994.                                      | Европско првенство                         | Хелсинки, Финска                           |                                            | 1.500 м                                    | 4:19,30                                    |
| 1994.                                      | Светски куп                                | Лондон, Уједињено Краљевство               |                                            | 1.500 м                                    | 4:10,81                                    |
| 1994.                                      | Европски куп                               | Бирмингем, Уједињено Краљевство            |                                            | 1.500 м                                    | 4:06,48                                    |
| 1995.                                      | Светско првенство                          | Гетеборг, Шведска                          |                                            | 800 м                                      | 1:56,95                                    |
| 1995.                                      | Светско првенство                          | Гетеборг, Шведска                          |                                            | 1500 м                                     | 4:03,04                                    |
| 1995.                                      | Европски куп                               | Вилнев д’Аск, Француска                    |                                            | 1.500 м                                    | 4:07,02                                    |
| 1996.                                      | Европски куп                               | Мадрид, Шпанија                            |                                            | 800 м                                      | 1:58,20                                    |
| 1996.                                      | Олимпијске игре                            | Атланта, САД                               | 4.                                         | 800 м                                      | 1:58,81                                    |
| 1996.                                      | Олимпијске игре                            | Атланта, САД                               | 11.                                        | 1500 м                                     | 4:07,46                                    |
| 1997.                                      | Европски куп                               | Минхен, Немачка                            |                                            | 1.500 м                                    | 4:04,79                                    |
| 1998.                                      | Игре Комонвелта                            | Куала Лумпур, Малезија                     |                                            | 1.500 м                                    | 4:06,10                                    |
| 1999.                                      | Светско првенство                          | Севиља, Шпанија                            | 10.                                        | 800 м                                      | 2:00,77                                    |
| 2000.                                      | Олимпијске игре                            | Сиднеј, Аустралија                         |                                            | 800 м                                      | 1:56,80                                    |
| 2000.                                      | Олимпијске игре                            | Сиднеј, Аустралија                         | 7.                                         | 1.500 м                                    | 4:08,02                                    |
| 2001.                                      | Светско првенство                          | Едмонтон, Канада                           | 6.                                         | 800 м                                      | 1:59,76                                    |
| 2002.                                      | Европско првенство                         | Минхен, Немачка                            |                                            | 800 м                                      | 1:59,83                                    |
| 2002.                                      | Европско првенство                         | Минхен, Немачка                            | 11.                                        | 1.500 м                                    | 4:08,11                                    |
| 2002.                                      | Игре Комонвелта                            | Манчестер, Уједињено Краљевство            |                                            | 1.500 м                                    | 4:05,99                                    |
| 2003.                                      | Светско првенство                          | Париз, Француска                           |                                            | 800 м                                      | 2:00,18                                    |
| 2003.                                      | Светско првенство у дворани                | Бирмингем, Уједињено Краљевство            |                                            | 1.500 м                                    | 4:02,66                                    |
| 2003.                                      | Светско атлетско финале                    | Монте Карло, Монако                        |                                            | 800 м                                      | 1:59,92                                    |
| 2004.                                      | Светско првенство у дворани                | Будимпешта, Мађарска                       | 9.                                         | 1.500 м                                    | 4:12,30                                    |
| 2004.                                      | Олимпијске игре                            | Атина, Грчка                               |                                            | 800 м                                      | 1:56,38                                    |
| 2004.                                      | Олимпијске игре                            | Атина, Грчка                               |                                            | 1.500 м                                    | 3:57,90                                    |
| 2004.                                      | Светско атлетско финале                    | Монте Карло, Монако                        |                                            | 1.500 м                                    | 4:04,55                                    |

## Лични рекорди
- 800 m - 1:56,21 Монако 9. септембар 1995.
- 1.000  - 2:32,55 Лидс 5. јануар 1997.
- 1.500  - 3:57,90 Атина 28. август 2004.
- миља - 4:28,04 Глазгов 13. август 1998.
- 3.000 m - 9:01,91 Гејтсхед 13. јул 2003.